# Kazimierz Pułaski
Kazimierz Michał Wacław Wiktor Pułaski (Warschau, 6 maart 1745 - Georgia, 11 oktober 1779) was een Pools edelman en militair die zowel als vrijheidsstrijder voor Polen als de Verenigde Staten gerekend wordt. In de VS wordt zijn naam verengelst naar Casimir Pulaski.

## Militaire carrière
Pułaski was een van de oprichters en militaire leiders van de Confederatie van Bar, een opstandige groepering van szlachta om de Poolse onafhankelijkheid tegenover Rusland te verdedigen. Na deze gefaalde opstand werd hij door Benjamin Franklin naar de Verenigde Staten gehaald om te dienen in de Amerikaanse Onafhankelijkheidsoorlog onder George Washington. Pulaski werd een generaal van het Continentaal Leger en hervormde de Amerikaanse cavalerie.
Pułaski sneuvelde in 1779 bij de Belegering van Savannah op 34-jarige leeftijd.

## Nalatenschap
- In Illinois wordt op de eerste maandag van maart Casimir Pulaski Day gevierd, met name in gebieden waar veel Poolse afstammelingen wonen.
- Pułaski is een van acht personen die postuum het Amerikaans staatsburgerschap is toegewezen.

## Onderzoek
In de jaren 1990 kregen wetenschappers van de University of Georgia en Arizona State University de kans het skelet van Pulaski te onderzoeken. Dit bleek alle fysieke kenmerken te hebben van een vrouwelijk skelet. Door mitochondriaal DNA-onderzoek kon enkele jaren later worden aangetoond dat het stoffelijk overschot wel dat van Pulaski moest zijn. Vermoedelijk is er sprake geweest van een intersekseconditie: het lichaam van Pulaski heeft bij leven waarschijnlijk zowel mannelijke als vrouwelijke kenmerken gehad.